# Canton de Forges-les-Eaux
Le canton de Forges-les-Eaux est une ancienne division administrative française située dans le département de la Seine-Maritime et la région Normandie.

## Géographie
Ce canton était organisé autour de Forges-les-Eaux dans l'arrondissement de Dieppe. Son altitude variait de 101 m (Mesnil-Mauger) à 246 m (Gaillefontaine) pour une altitude moyenne de 170 m.

## Histoire
- De 1833 à 1848, les cantons de Forges et de Saint-Saëns avaient le même conseiller général. Le nombre de conseillers généraux était limité à 30 par département[1].

## Représentation

### Conseillers généraux de 1833 à 2015
| Période | Période          | Identité                   | Étiquette                      | Qualité |
| ------- | ---------------- | -------------------------- | ------------------------------ | --- |
| 1833    | 1848             | Pierre Siméon Lelong       |                                | Propriétaire, ancien adjoint au maire de Rouen |
| 1848    | 1855             | Adrien Cocagne             |                                | Ancien Sous-Préfet de l'arrondissement de Neufchâtel-en-Bray Propriétaire à Gaillefontaine |
| 1855    | 1868             | Mirabel Chambaud           | Bonapartiste                   | Maire de Saint-Germain-sur-Eaulne |
| 1868    | 1883             | Jules Thiessé              | Union républicaine             | Juge au Tribunal de Gournay-en-Bray Député (1876-1889), Forges-les-Eaux |
| 1883    | 1899 (décès)     | Albert Bochet              | Républicain                    | Notaire à Forges-les-Eaux |
| 1899    | 1912 (décès)     | Jean-Joseph Malicorne      | Républicain                    | Expert-géomètre, propriétaire à Forges-les-Eaux, conseiller d'arrondissement |
| 1912    | 1915 (démission) | Marcel Lemarié             | Rad.                           | Pharmacien, maire de Forges-les-Eaux |
| 1915    | 1919             | siège vacant               |                                | |
| 1919    | 1921 (décès)     | Marcel Lemarié             | Rad.                           | Maire de Forges-les-Eaux |
| 1921    | 1929 (décès)     | Paul Vilmont               | Union républicaine             | Agriculteur - Maire de Compainville (1919-1929) |
| 1929    | 1940             | Jules Lefebvre (1873-1945) | Rad.                           | Maire de Forges-les-Eaux |
| 1945    | 1945 (décès)     | Jules Lefebvre             | Rad.                           | Ancien maire de Forges-les-Eaux |
| 1946    | 1957 (décès)     | Roger Dubus                | Rad.                           | Clerc de notaire |
| 1958    | 1968             | Jean Métadier              | DVG                            | Maire de Forges-les-Eaux (1963 → ) |
| 1968    | 1976             | Marquis Etienne des Roys   | CDP                            | Directeur de sociétés Conseiller municipal de Gaillefontaine |
| 1976    | 1994             | Pierre Blot                | UDR puis RPR                   | Opticien Maire de Forges-les-Eaux (1971 → 1995) |
| 1994    | 2015             | Michel Lejeune             | DVD puis UMP ("Alternance 76") | Vétérinaire Député de la Seine-Maritime (12e circ.) (2002 → 2012) Maire de Forges-les-Eaux (1995 → ) Conseiller départemental de Gournay-en-Bray Président de la CC de Forges-les-Eaux (2008 → ) Élu en 2015 dans le Canton de Gournay-en-Bray |

### Conseillers d'arrondissement (de 1833 à 1940)
Le canton de Forges-les-Eaux appartenait à l'arrondissement de Neufchâtel jusqu'à sa disparition en 1926.
| Période                                  | Période          | Identité                   | Étiquette                     | Qualité |
| ---------------------------------------- | ---------------- | -------------------------- | ----------------------------- | --- |
| 1833                                     | 1848             | M. Mignot                  |                               | Propriétaire à Forges                                                                                       |
| 1848                                     | 1855             | Pierre Amand Mutel-Cavelan |                               | Banquier, Le Thil-Riberpré                                                                                  |
| 1855                                     | 1877             | Arsène Bochet              | Bonapartiste puis Monarchiste | Notaire à Forges                                                                                            |
| 1877                                     | 1889             | Maximilien Poisson         | Républicain                   | Propriétaire, marchand de vaches, maire de Roncherolles-en-Bray                                             |
| 1889                                     | 1895             | M. Mathon                  | Républicain                   | Médecin, La Ferté-Saint-Samson                                                                              |
| 1895                                     | 1899 (démission) | Jean-Joseph Malicorne      | Républicain                   | Expert-géomètre, propriétaire à Forges-les-Eaux                                                             |
| 1899                                     | 1910             | Joachim Cuel               |                               | Maire de Forges-les-Eaux                                                                                    |
| 1910                                     | 1919             | M. Bellou                  | Rad.                          | Médecin |
| 1919                                     | 1934             | Jules Féret                |                               | Propriétaire à Saumont-la-Poterie                                                                           |
| 1934                                     | 1940             | Césaire Guignant           | Union nationale               | Maire du Thil-Riberpré                                                                                      |
| 1940                                     |                  |                            |                               | Les conseils d'arrondissement ont été suspendus par la loi du 12 octobre 1940 et n'ont jamais été réactivés |
| Les données manquantes sont à compléter. |                  |                            |                               | |

## Composition
Le canton de Forges-les-Eaux regroupait 21 communes et comptait 10 340 habitants (recensement de 1999 sans doubles comptes).
| Communes                  | Population (2012) | Code postal | Code Insee |
| ------------------------- | ----------------- | ----------- | ---------- |
| Beaubec-la-Rosière        | 394               | 76440       | 76060      |
| Beaussault                | 369               | 76870       | 76065      |
| La Bellière               | 71                | 76440       | 76074      |
| Compainville              | 108               | 76440       | 76185      |
| La Ferté-Saint-Samson     | 341               | 76440       | 76261      |
| Forges-les-Eaux           | 3465              | 76440       | 76276      |
| Le Fossé                  | 381               | 76440       | 76277      |
| Gaillefontaine            | 1460              | 76870       | 76295      |
| Grumesnil                 | 403               | 76440       | 76332      |
| Haucourt                  | 204               | 76440       | 76343      |
| Haussez                   | 233               | 76440       | 76345      |
| Longmesnil                | 38                | 76440       | 76393      |
| Mauquenchy                | 276               | 76440       | 76420      |
| Mesnil-Mauger             | 223               | 76440       | 76432      |
| Pommereux                 | 87                | 76440       | 76505      |
| Roncherolles-en-Bray      | 430               | 76440       | 76535      |
| Rouvray-Catillon          | 195               | 76440       | 76544      |
| Saint-Michel-d'Halescourt | 109               | 76440       | 76623      |
| Saumont-la-Poterie        | 382               | 76440       | 76666      |
| Serqueux                  | 988               | 76440       | 76672      |
| Le Thil-Riberpré          | 183               | 76440       | 76691      |

## Démographie
| 1962  | 1968   | 1975   | 1982  | 1990  | 1999   | 2006   | 2007   | 2008   | 2009 |
| ----- | ------ | ------ | ----- | ----- | ------ | ------ | ------ | ------ | ---- |
| 9 873 | 10 697 | 10 077 | 9 921 | 9 914 | 10 340 | 10 856 | 10 906 | 10 988 | -    |